# Рашну
Ра́шну (авест. Rašnu, пехл. Rašn, букв. «прямой, честный») — дух или божество (язат) правосудия в древнеиранской мифологии и зороастризме, атрибут его — золотые весы.
Рашну — сын Ахура-Мазды и Армаити, брат Аши, Митры и Сраоши. Рашну, вместе с Митрой и Сраошей, — судья над душами умерших на мосту Чинват. Когда боги произнесут свой суд, души истинных верующих перейдут мост, души лживых будут низвергнуты в ад, а остальные отправятся в чистилище Хаместаган. Это действо занимает три дня. Если человек благополучно проходит испытание, красивая женщина сопровождает его или её на Небеса. Если испытание заканчивается неудачно, человек все равно проходит по мосту, однако в пути содрогается от ужаса, потому что мост постепенно сужается. В конце пути острый как бритва металл моста режет человека на мелкие куски, и тот падает в ад. Для взвешивания добрых и злых деяний у Рашну есть весы. Рашну — постоянный спутник Митры, он вездесущ и всеведущ, часто упоминается в связи с мировой рекой Ранхой, как местом его обитания на вершине мировой горы.
В Бундахишне Рашну считается помощником Амеретат («Бессмертие») — одного из Амеша Спента. В другом месте Рашну описывается как сущность истины (Аша), предотвращающий разрушение материального творения дэвами. Восемнадцатый день каждого месяца зороастрийского календаря посвящён Рашну.
Исследователи Жорж Дюмезиль и Манфред Майрхофер считают, что слово «Рашну» восходит к индоиранскому *višnu, индоарийским аналогом которого является ведийский Вишну.